# The Real Tuesday Weld
The Real Tuesday Weld est un groupe musical britannique. Le groupe, formé en 1999 par Stephen Coates, tient ses inspirations du jazz des années 1930, de  la musique électronique et de grands musiciens tels que Serge Gainsbourg ou Ennio Morricone. Ils sont connus pour leur musique jazzy, proche de l'univers du cabaret. Pour leurs lives The Real Tuesday Weld utilise de la vidéo et des films d'animations. 
Les morceaux du groupe et de Stephen Coates ont plusieurs fois été utilisé pour des films et des émissions télévisées, et des publicités telles que Kellogg's, Ariel, Chevrolet, et Coca-Cola, entre autres[réf. nécessaire].

## Histoire
Le groupe porte le nom de l'actrice américaine Tuesday Weld. Coates a fait un jour un rêve impliquant Weld et le chanteur des années 1930 Al Bowlly et cite ce rêve comme source d'inspiration pour le style particulier du groupe (un groupe allemand de rock alternatif/indie du nom de Tuesday Weld, qui a sorti deux albums et quatre singles dans les années 1990, n'est pas apparenté au groupe).
Coates vit à Clerkenwell, à Londres. The Clerkenwell Kid, souvent cité ou crédité comme le producteur et remixeur du groupe, est un alter ego de Coates lui-même. Leur album The Clerkenwell Kid : Live at the End of the World, sorti en 2009, est un enregistrement live imaginaire d'un concert à la « veille de l'apocalypse ». The Clerkenwell Kid est également le personnage principal d'une mythologie londonienne que Coates a développée autour de son amour pour l'histoire et les histoires de la ville.
Début 2021, Coates annonce sur le site du groupe que le Real Tuesday Weld se terminera « d'ici un an environ » après la sortie de trois derniers albums - Blood (sorti en mai 2021), Dreams (sorti en septembre 2022) et Bone.

## Discographie

### Albums studio
- 2001 : At The House of the Clerkenwell Kid (Bambini)
- 2001 : Where Psyche Meets Cupid (Kindercore Records)
- 2002 : I, Lucifer (PIAS Recordings ; édité et sorti en 2004, Six Degrees Records).
- 2004 : Les Aperitifs et Les Digestifs
- 2005 : The Return of the Clerkenwell Kid (Six Degrees Records)
- 2006 : Dreams That Money Can Buy (BFI) (BO alternative du film surréaliste de 1848 de Hans Richter)
- 2007 : The London Book of the Dead (Six Degrees Records / Antique Beat)
- 2008 : At the End of the World (Six Degrees Records / Antique Beat)
- 2011 : The Last Werewolf (Crammed Discs)
- 2021 : Blood
- 2022 : Dreams

### EP
- 2001 : L'amour et la morte (Kindercore Records)
- 2009 : A Dream at the End of a Year (Antique Beat)
- 2010 : Seasons Songs (Antique Beat)
- 2012 : A Wish at Christmas (Antique Beat)
- 2013 : Seasons Dreamings (Antique Beat)
- 2013 : In Memorium (Antique Beat)
- 2014 : I Love my Umbrella (Antique Beat)
- 2014 : Happy Hatter Christmas (Antique Beat)
- 2015 : Happy X-Raymas (Antique Beat)
- 2016 : An Alchemical Christmas (Antique Beat)
- 2017 : Seasons Dreamings (Antique Beat)
- 2018 : The Crooner's Christmas (Antique Beat)
- 2019 : A Cuckoo Christmas Card (Antique Beat)
- 2020 : Kaleidoscopic Christmas (Antique Beat)

## Singles
- 1999 : Trojan Horses
- 2000 : The Valentine EP (Dreamy Records)
- 2001 : I Love the Rain (7") (Dreamy Records)
- 2001 : Am I in Love? (Motorway Records)
- 2002 : The Meteorology of Love (Bambini Records
- 2004 : The Ugly and the Beautiful (Play It Again Sam)
- 2004 : Bathtime in Clerkenwell (Play It Again Sam)
- 2004 : Bathtime in Clerkenwell ( Six Degrees Records)
- 2005 : Still Terminally Ambivalent Over You (Play It Again Sam)
- 2008 : Kix (Six Degrees Records)
- 2008 : Last Words (Antique Beat)
- 2010 : Ruth, Roses and Revolvers (Tongue Master)